# ميم إنترنت
ميم إنترنت (بالإنجليزية: Internet meme) ويطلقها عليها بالجمع (ميمز). وهو مصطلح يستخدم لوصف شعار أو فكرة تنتشر بسرعة من شخص إلى آخر من خلال الإنترنت، ويستند المصطلح إلى مفهوم الميمة على الرغم من أن هذا المفهوم يشير إلى فئة أوسع بكثير من المعلومات الثقافية.

بعض الأمثلة البارزة ما يلي: رداً على نكتة عن طريق الكتابة، "LOL!"، أو رفع شريط فيديو قصير لأناس تغني ميم "هارلم اهتز".
يمكن اعتبار الميم ثيمة، تشمل العبارات البسيطة أو الإيماءات. قد يكون ميم الإنترنت على شكل صورة، رابط تشعبي، فيديو، صور، موقع، أو هاشتاج. أو مجرد كلمة أو عبارة، بما في ذلك المتعمد إملائياً. هذه الحركات الصغيرة تميل إلى الانتشار من شخص لآخر عن طريق الشبكة الاجتماعية أو المدونات، أو البريد الإلكتروني، أو مصادر الأخبار. قد يكون لها علاقة بثقافات الإنترنت الموجودة والمتنوعة أو ثقافة فرعية، كثيرا ما تنشأ أو تنتشر على مواقع مثل 4شان، رديت وغيره الكثير. تميل البدع والأحاسيس إلى النمو بسرعة على شبكة الإنترنت، وذلك لأن الاتصالات الفورية تسهل انتقال الكلمات المحكية.
صاغ كلمة ميم ريتشارد دوكنز في كتابه 1976 الجين الأناني، بأنها محاولة لشرح طريقة نشر المعلومات الثقافية؛

ميمات الإنترنت هي مجموعة فرعية من الميم العام محددة إلى ثقافة وبيئة الإنترنت. في عام 2013 عرف دوكينز ميم الإنترنت بأنها ميم غُيرت عمداً من قبل إبداع الإنسان لتمييزها عن الجينات البيولوجية الذي كان قبل الإنترنت التي كانت بمعنى الطفرة التي تحدث بسبب تغير عشوائي وانتشار من خلال النسخ المتماثل الدقيق كما هو الحال في اختيار الدارويني
.
وأوضح دوكينز أن ميمات الإنترنت هي بالتالي «اختطاف للفكرة الأصلية،» (فكرة ميم) بعد أن تحولت وتطورت في هذا الاتجاه الجديد
.
علاوة على ذلك، ميمات الإنترنت تحمل خاصية إضافية على الميمات العادية إذ تركت ميمات الإنترنت بصمة واضحة في مجال الإعلام والشبكات الاجتماعية والتي من خلالها انتشرت

## لمحة تاريخية
في الأيام الأولى لشبكة الإنترنت، كان الميم أساساً ينتشر عبر البريد الإلكتروني أو يوزنت لمناقشة المجتمعات المحلية.
كانت مجموعات الأخبار (المنتديات) والمنتديات رائجة لأنها طريقة بسيطة للناس سمحت لهم أن يتقاسموا المعلومات أو التعارف سويةً مع التنوع السكاني من مستخدمي الإنترنت. وشجعت على التواصل بين الناس، وبالتالي بين مجموعات ميمي.
وعلاوة على ذلك تعزز تشارك الميم من خلال المنتديات والمجموعات عن طريق طرح السؤال والجواب عليه ضمن تعليق أو آراء... إلخ.
وتعد طبيعة تفاعلها عاملاً آخر في تناقل الميم عبر شبكة الإنترنت. أيضاً تعد المطبوعات والإذاعة والتلفاز تجارب سلبية أساساً تتطلب من القارئ أو المستمع أو المشاهد أداء جميع السلوكيات المعرفية الضرورية، وفي المقابل الطبيعة الاجتماعية للإنترنت تسمح بنشر الظواهر بسهولة أكبر.
وتنتشر العديد من الظواهر عن طريق محركات البحث، منتديات الإنترنت، وخدمات الشبكات الاجتماعية، ومواقع الأخبار الاجتماعية، وخدمات استضافة الفيديو. قدرة الإنترنت في نشر المعلومات تُساعد النتائج التي عُثر عليها من خلال محركات البحث، تسمح للمستخدمين لإيجاد الميمات حتى بمعلومات غامضة.

## تطور ميم إنترنت

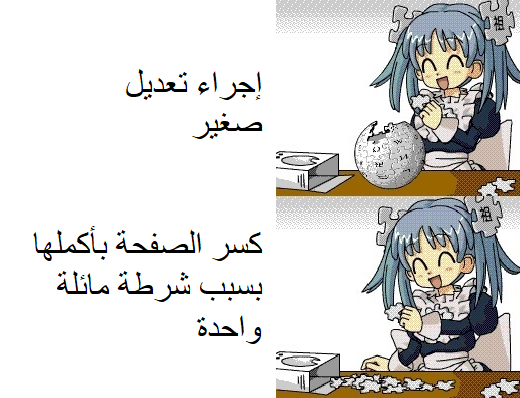
ميم الإنترنت الحديث حول موضوع ويكيبيديا والصفحات تتكسر عند إزالة بعض الأحرف. تمثل ميمات الإنترنت أحيانًا المشكلات اليومية.

يمكن أن يبقى ميم الإنترنت على حاله أو قد يتطور مع مرور الوقت عن طريق الصدفة أو عن طريق التعليق أو التقليد أو المحاكاة الساخرة أو من خلال دمج حسابات جديدة حول نفسها. يمكن لجميع أقسام ميم إنترنت أن تتطور وتنتشر بسرعة فائقة، وتصل في بعض الأحيان شعبيتها إلى جميع أنحاء العالم في غضون بضعة أيام. عادة ما تتشكل جميع أقسام ميم الإنترنت من بعض التفاعل الاجتماعي أو من مرجع ثقافة البوب أو من حالات الناس الذين غالبا ما يجدون أنفسهم فيها. وقد أثار نموها السريع وتأثيرها انتباه كل من الباحثين والصناعة. أكاديميا، أخذ الباحثون بنمذجة كيفية تطويرها والتنبؤ بها بالطريقة التي ستسمح للميمات بالبقاء على قيد الحياة والانتشار في جميع أنحاء الشبكة. تجاريا، فهي تستخدم في التسويق الفيروسي حيث تعدّ شكلا من أشكال الإعلان الشامل غير المكلف.
أحد المناهج التجريبية درست خصائص ميم وسلوكها بشكل مستقل عن الشبكات التي كانت تروجها، وتوصلت إلى مجموعة من الاستنتاجات بشأن الانتشار الناجح لميم. على سبيل المثال، أكدت الدراسة أن الإنترنت الميمات ليس فقط المنافسة لاهتمام المشاهد مما يؤدي عادة إلى حياة أقصر، ولكن أيضا، من خلال إبداع المستخدم، يمكن للميمات التعاون بعضها مع بعض، وتحقيق قدر أكبر من البقاء على قيد الحياة. أيضا، للمفارقة، وليس من المتوقع عموما ميم الفردية التي تواجه ذروة شعبية أعلى بكثير من متوسط شعبيتها من أجل البقاء ما لم تكن فريدة من نوعها، في حين ميم مع عدم وجود ذروة شعبية يجري استخدامها جنبا إلى جنب مع غيرها من الميمات، وبالتالي البقاء على قيد الحياة لمدة أطول. الكتابة للواشنطن بوست في عام 2013، أكد دومينيك باسولتو أنه مع نمو الإنترنت وممارسات الصناعات والتسويق والإعلان، قد تأتي الميمات لنقل أقل قصاصات من الثقافة الإنسانية لتمكنها من البقاء على قيد الحياة لعدة قرون على النحو المتوخى أصلا بواسطة داوسون، وبدلا من نقل تفاهة على حساب الأفكار الكبيرة.

## التسويق
تبنى المتخصصون في التسويق والعلاقات العامة والإعلان ميمات الإنترنت كشكل من أشكال التسويق الفيروسي وحرب عصابات التسويق «الطنان» لمنتجاتهم أو خدماتهم. يُعرف استخدام الميمات لمنتجات السوق أوالخدمات بتطور علم الميمات التسويقي.
ويُنظر لميمات الإنترنت أنها فعالة من حيث التكلفة، ولأنها في بعض الأحيان تصبح موضة بحد ذاتها، فتُستخدم كوسيلة لخلق صورة عن الوعي أو الأناقة.
يستخدم المسوقون ميمات الإنترنت مثلاً لخلق الاهتمام في الأفلام التي لولاها لا تولد الدعاية الإيجابية بين النقاد. في عام 2006 ولد فيلم   ثعابين على الطائرة   الكثير من الدعاية عن طريق هذا الأسلوب.
يُستخدم المصطلح في السياقات العامة ولكنه يُعتبر إعلانا لـ«الكلمة الطنانة» أكثر من ميم إنترنت سليم.
على الرغم من أنه لا يزال هناك تلميح إلى أن الاهتمام بالمحتوى هو لأغراض تافهة، عابرة، أو طائشة بدلاً من الإعلانات والأخبار الواضحة والصادقة.
أمثلة على التسويق الميمي: FreeCreditReport.com، الحملة الإعلانية للغناء، و "Nope, Chuck Testa" ميم من إعلان محنط الحيوانات تشاك تيستا، ودامب وايز تو دايز الحملة الإعلانية التي تم الإعلان العام عنها من قبل مترو ترينز ملبورن.

## روابط خارجية
- The Internet and Memetics مقالة أكاديمية عن الإنترنت والميم.
- كتاب The Meme Machine للكاتبة سوزان بلاك مور (16, آذار، 2000)